# Parathormon

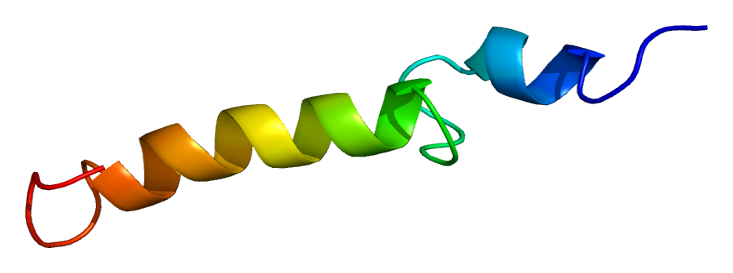
A parathormon másodlagos szerkezete

A parathormon vagy paratiroid hormon (rövidítve PTH) a mellékpajzsmirigy fősejtjeiben termelődő peptidhormon, amelynek elsődleges feladata, hogy a vérben megemelje a kalciumionok szintjét. Hatása ellentétes a kalciumcsökkentő kalcitoninéval. A parathormon 84 aminosavból áll, bár ahhoz, hogy kapcsolódjon receptorához elegendő az N-terminus felőli 34 aminosav is. Két receptora van: a parathormon 1 receptor a csontban és a vesében található meg, míg a parathormon 2 receptor elsősorban a központi idegrendszerben, hasnyálmirigyben, herékben és a méhlepényben fejeződik ki. A PTH féléletideje a vérben kb. 4 perc. Molekulatömege 9,5 kDa.

## Funkciói

### A szérum kalciumszintjének szabályozása

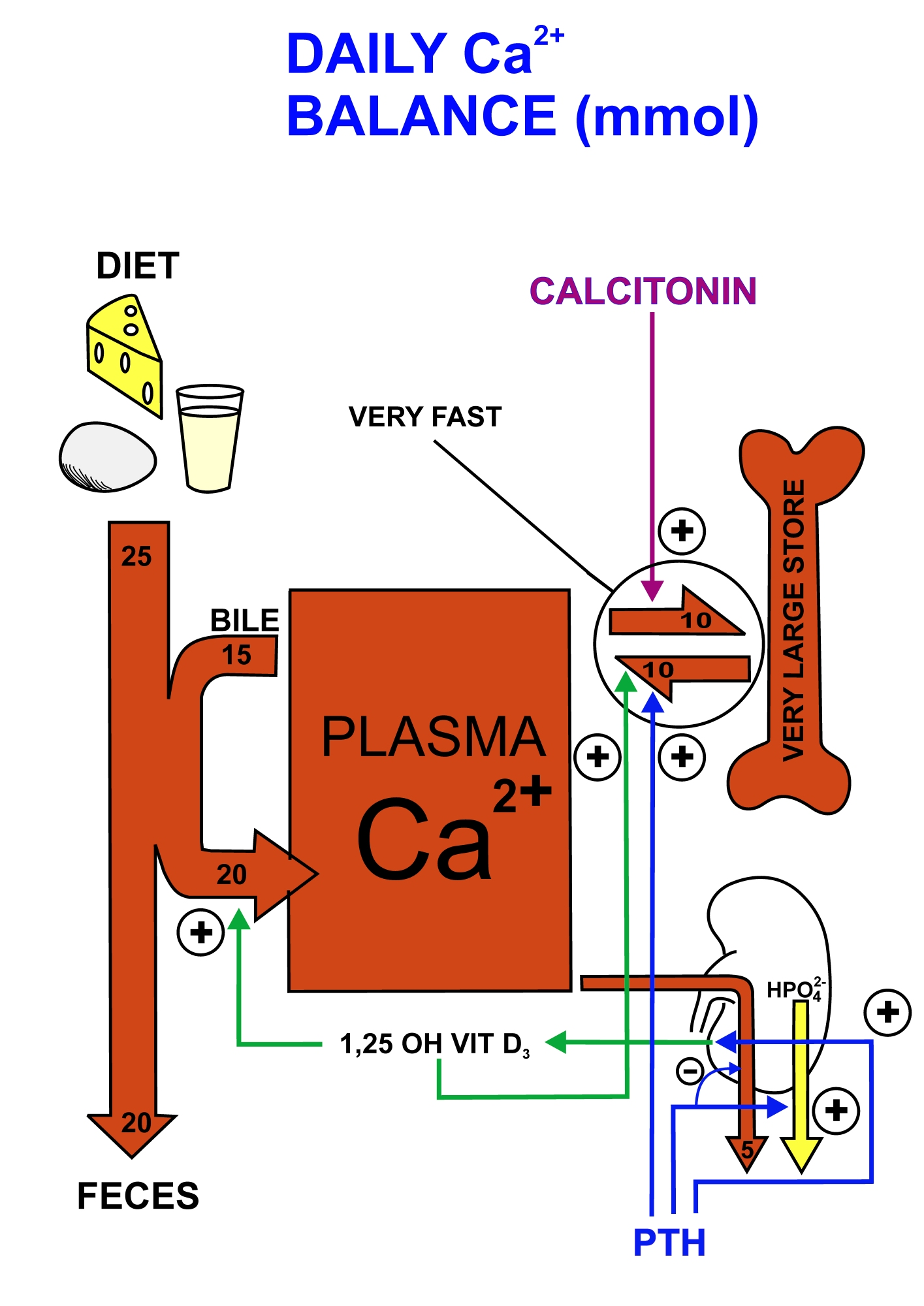
A kalciumanyagcsere szabályozása

A parathormon a csontok, a vesék és a bél sejtjeire hatva képes megnövelni a vérben található kalcium mennyiségét.
A csontban közvetetten megnöveli a csontlebontó sejtek, az oszteoklasztok számát. Közvetlenül a csontépítő, kalciumlekötő oszteoblasztokhoz köt, amelyekben megnöveli egy közvetítő molekula (kappa-b nukleáris faktor receptoraktivátor-ligand, angol rövidítéssel RANKL) termelését, amely meggyorsítja az oszteoklasztok érését és végül csontlebomláshoz és kalciummobilizációhoz vezet.
A vesében az elsődleges filtrátumba kb. 250 mmólnyi kalcium kerül bele naponta. Ennek többségét, 245 mmólt a vese visszaabszorbeálja és csak 5 mmól kerül ki a vizeletbe. A reabszorbció 60-70%-a a vesetubulusok proximális részén történik. A parathormon csak a maradék 30-40%-ra hat, ami a tubulusok disztális részén történik. A parathormon ennél jelentősebb hatása, hogy meggátolja a foszfátionok reabszoprcióját, amitől a vérplazma foszfáttartalma csökken. Mivel a foszfát a kalciummal nehezen oldódó sót képez, a foszfátcsökkenés a szabad kalciumionok mennyiségének növekedésével jár.
A parathormon harmadik vesére gyakorolt hatása, hogy az 1-α-hydroxyláz enzim stimulálásával elősegíti a kalcifediol (ami a D3 vitamin hidroxilálásával képződik a májban) átalakulását kalcitriol hormonná, amely aztán stimulálja a kalciumfelszívást a bélben.

### A szérum foszfátszintjének szabályozása
Az előzőekben említettek szerint a parathormon hatására csökken a vese proximális tubulusaiban a foszfátionok felszívódása, vagyis több foszfát ürül ki a vizelettel. Másrészt viszont a PTH a kalciummal együtt a foszfátok felszívódását is fokozza a bélben és az általa aktivált csontlebontás során is kerülnek foszfátionok a vérbe. Végeredményül a PTH hatására a vérszérum foszfáttartalma kissé csökken.

## Szabályozása
A parathormon termelődésének mértéke elsősorban a vér kalciumszintjéről függ, amelyet a mellékpajzsmirigy érzékelősejtjei detektálnak. A következő faktorok stimulálják a parathormon szekrécióját: 
- alacsony [Ca2+]-szint a vérben
- a vér [Mg2+]-szintjének enyhe csökkenése
- a vér foszfátszintjének növekedése

Az alábbi tényezők gátolják a parathormon termelését:
- a vér magas [Ca2+]-tartalma.
- a vér [Mg2+]-szintjének erős csökkenése.[10]
- kalcitriol

## Kóroki szerepe
A parathormon túlságosan magas szintje általában két okból lép fel. Az elsődleges hiperparatiroidizmus a mellékpajzsmirigy kóros túlműködésére vezethető vissza, míg a másodlagos hiperparatiroidizmus a szervezet válasza lehet a hipokalcémiára, a túlzottan alacsony kalciumszintre. A túlságosan alacsony PTH-szint (hipoparatiroidizmus) többnyire a pajzsmirigyműtét során eltávolított vagy megsérült mellékpajzsmirigy miatt következik be.
A parathormon normális szintje a vérben 8–51 pikogramm/milliliter.
Egyes ritka genetikai betegségek is hatással lehetnek a parathormon metabolizmusára (pseudohipoparatiroidizmus, öröklődő hipokalciuriás hiperkalcémia). Menopauza utáni csontritkulásos esetekben a parathormon-analóg teriparatid adásával a csontok erősödését és törésekkel szembeni megnövekedett ellenállását tapasztalták.

## Fordítás
- Ez a szócikk részben vagy egészben  a   Parathyroid hormone című angol Wikipédia-szócikk ezen változatának fordításán alapul.  Az eredeti cikk szerkesztőit annak laptörténete sorolja fel. Ez a jelzés csupán a megfogalmazás eredetét és a szerzői jogokat jelzi, nem szolgál a cikkben szereplő információk forrásmegjelöléseként.